# Deutsche Leichtathletik-Hallenmeisterschaften 2009
Die 56. Deutschen Leichtathletik-Hallenmeisterschaften fanden vom 21. bis 22. Februar 2009 in der Arena Leipzig statt. Zum dritten Mal war Leipzig Gastgeber.
Ursprünglich war Karlsruhe als Austragungsort vorgesehen. Änderungen im internationalen Terminkalender zwangen den Badischen Leichtathletik-Verband (BLV) aber zu einer Absage, und so richteten der Leichtathletik-Verband Sachsen (LVS) und die Stadt Leipzig die Veranstaltung aus.

## Ausgelagerte Wettbewerbe
Die Mehrkämpfe wurden am 31. Januar und 1. Februar bei den Deutschen Hallenmehrkampfmeisterschaften in der Hamburger Leichtathletikhalle ausgetragen. Die 3-mal-1000-Meter-Staffeln konkurrierten am 15. Februar im Rahmen der Deutschen Jugendhallenmeisterschaften in Neubrandenburg.

## Medaillengewinner

### Männer
| Disziplin      | Gold                                                                                  | Leistung     | Silber                                                                     | Leistung     | Bronze                                                                         | Leistung     |
| -------------- | ------------------------------------------------------------------------------------- | ------------ | -------------------------------------------------------------------------- | ------------ | ------------------------------------------------------------------------------ | ------------ |
| 60 m           | Stefan Schwab (TSV Schwarzenbek)                                                      | 6,59 s       | Alexander Kosenkow (TV Wattenscheid)                                       | 6,69 s       | Julian Reus (TV Wattenscheid)                                                  | 6,75 s       |
| 200 m          | Alexander Kosenkow (TV Wattenscheid)                                                  | 20,78 s      | Sebastian Ernst (TV Wattenscheid)                                          | 20,92 s      | Florian Rentz (LG Stadtwerke München)                                          | 21,04 s      |
| 400 m          | Thomas Goller (TV Wattenscheid)                                                       | 47,19 s      | Simon Kirch (SV Saar 05 Saarbrücken)                                       | 47,21 s      | Eric Krüger (SC Magdeburg)                                                     | 47,28 s      |
| 800 m          | Sebastian Keiner (Erfurter LAC)                                                       | 1:47,81 min  | Steffen Co (LG Stadtwerke München)                                         | 1:50,19 min  | Sören Ludolph (LG Braunschweig)                                                | 1:50,20 min  |
| 1500 m         | Wolfram Müller (LG asics Pirna)                                                       | 3:38,84 min  | Carsten Schlangen (LG Nord Berlin)                                         | 3:39,06 min  | Stefan Eberhardt (LC Erfurt)                                                   | 3:39,22 min  |
| 3000 m         | Arne Gabius (LAV Tübingen)                                                            | 7:59,37 min  | Christian Klein                                                            | 8:00,07 min  | Marc-André Kowalinski (PST Trier)                                              | 8:03,28 min  |
| 60 m Hürden    | Erik Balnuweit (LAZ Leipzig)                                                          | 7,63 s       | Willi Mathiszik (LAZ Leipzig)                                              | 7,65 s       | Helge Schwarzer (Hamburger SV)                                                 | 7,69 s       |
| 4 × 200 m      | TV WattenscheidAlexander Kosenkow Sebastian Ernst Julian Reus Jan-Christopher Schulte | 1:24,24 min  | TuS JenaRoy Schmidt Robert Hering Christian Scholz Michael Winkler         | 1:25,11 min  | TSV Friedberg-FauerbachTill Helmke Nils Müller Julian Waschbüsch Michael Weber | 1:26,34 min  |
| 4 × 400 m      | StG Halberstadt IEric Krüger Ronny Heck Daniel Behlau Ruwen Faller                    | 3:13,88 min  | LG ASV/DSHS KölnOliver Scheer Christoph Lindelein Timo Klein Torben Bieler | 3:15,60 min  | StG Halberstadt IIChristian Bos Steffen Fricke Alexander Bröcker Sören Meusel  | 3:16,16 min  |
| 3 × 1000 m     | LC ErfurtGeorg Eberhardt Sven Praetorius Stefan Eberhardt                             | 7:12,86 min  | LG Nord BerlinFranek Haschke Falko Zauber Carsten Schlangen                | 7:13,21 min  | LG ASV/DSHS KölnDominic Neumann Erik Somssich Christian Schreiner              | 7:19,06 min  |
| 5000 m Gehen   | André Höhne (SCC Berlin)                                                              | 18:51,01 min | Christopher Linke (SC Potsdam)                                             | 19:40,28 min | Hagen Pohle (SC Potsdam)                                                       | 20:05,29 min |
| Hochsprung     | Raúl Spank (Dresdner SC)                                                              | 2,28 m       | Benjamin Lauckner (LAC Erdgas Chemnitz)                                    | 2,18 m       | Martin Günther (LG Eintracht Frankfurt)                                        | 2,18 m       |
| Stabhochsprung | Danny Ecker (TSV Bayer 04 Leverkusen)                                                 | 5,80 m       | Alexander Straub (LG Filstal)                                              | 5,80 m       | Malte Mohr (TSV Bayer 04 Leverkusen)                                           | 5,75 m       |
| Weitsprung     | Sebastian Bayer (Bremer LT)                                                           | 8,13 m       | Christoph Stolz (VfL Wolfsburg)                                            | 8,01 m       | Nils Winter (Team ReferenzNetzwerk Leverkusen)                                 | 7,99 m       |
| Dreisprung     | Charles Friedek (Team ReferenzNetzwerk Leverkusen)                                    | 16,25 m      | Konstantin Gens (LAC Berlin)                                               | 16,25 m      | Andreas Pohle (ASV Erfurt)                                                     | 15,78 m      |
| Kugelstoßen    | Ralf Bartels (SC Neubrandenburg)                                                      | 20,08 m      | Marco Schmidt (VfL Sindelfingen)                                           | 19,63 mm     | Andy Dittmar (BiG Gotha)                                                       | 19,50 m      |
| Siebenkampf    | André Niklaus (LG Nike Berlin)                                                        | 5960 Punkte  | Norman Müller (Hallesche LF)                                               | 5884 Punkte  | Nils Büker (TV Wattenscheid)                                                   | 5563 Punkte  |

### Frauen
| Disziplin      | Gold                                                                                    | Leistung     | Silber                                                                   | Leistung     | Bronze                                                                  | Leistung     |
| -------------- | --------------------------------------------------------------------------------------- | ------------ | ------------------------------------------------------------------------ | ------------ | ----------------------------------------------------------------------- | ------------ |
| 60 m           | Verena Sailer (MTG Mannheim)                                                            | 7,25 s       | Marion Wagner (USC Mainz)                                                | 7,33 s       | Anja Wurm (LG Stadtwerke München)                                       | 7,39 s       |
| 200 m          | Anne Möllinger (MTG Mannheim)                                                           | 23,51 s      | Cathleen Tschirch (TSV Bayer 04 Leverkusen)                              | 23,58 s      | Mareike Peters (TSV Bayer 04 Leverkusen)                                | 23,67 s      |
| 400 m          | Claudia Hoffmann (SC Potsdam)                                                           | 53,17 s      | Jonna Tilgner (Bremer LT)                                                | 53,21 s      | Esther Cremer (TV Wattenscheid)                                         | 53,70 s      |
| 800 m          | Annett Horna (TSV Bayer Leverkusen)                                                     | 2:04,78 min  | Janina Goldfuß (TV Wattenscheid)                                         | 2:04,78 min  | Anja Claußnitzer (LAC Erdgas Chemnitz)                                  | 2:05,48 min  |
| 1500 m         | Antje Möldner (SC Potsdam)                                                              | 4:19,73 min  | Julia Hiller (LAC Quelle Fürth/München 1860)                             | 4:19,82 min  | Kristina Schadt (TSG Heilbronn)                                         | 4:25,53 min  |
| 3000 m         | Sabrina Mockenhaupt (Kölner VfM)                                                        | 8:57,44 min  | Verena Dreier (LG Sieg)                                                  | 9:23,83 min  | Ulrike Maisch (1. LAV Rostock)                                          | 9:25,31 min  |
| 60 m Hürden    | Nadine Hildebrand (LAZ Salamander Kornwestheim/Ludwigsburg)                             | 8,07 min     | Carolin Nytra (Bremer LT)                                                | 8,09 s       | Stephanie Licht (VfB Stuttgart)                                         | 8,13 s       |
| 4 × 200 m      | TSV Bayer 04 LeverkusenCathleen Tschirch Anne-Kathrin Elbe Julia Förster Mareike Peters | 1:35,23 min  | MTG MannheimVerena Sailer Johanna Kedzierski Anne Möllinger Nicole Knapp | 1:35,80 min  | USC MainzMarion Wagner Stefanie Gubitz Jessica Hochhaus Maral Bazargani | 1:38,87 min  |
| 3000 m Gehen   | Sabine Zimmer (TV Wattenscheid)                                                         | 12:15,70 min | Nicole Best (TV Groß-Gerau)                                              | 13:37,89 min | Christin Elß (SC Potsdam)                                               | 13:39,18 min |
| Hochsprung     | Ariane Friedrich (LG Eintracht Frankfurt)                                               | 2,00 m       | Meike Kröger (LG Nord Berlin)                                            | 1,92 m       | Julia Hartmann (TSV Bayer 04 Leverkusen)                                | 1,87 m       |
| Stabhochsprung | Silke Spiegelburg (TSV Bayer 04 Leverkusen)                                             | 4,71 m       | Anna Battke (USC Mainz)                                                  | 4,60 m       | Kristina Gadschiew (LAZ Zweibrücken)                                    | 4,50 m       |
| Weitsprung     | Sosthene Moguenara (TV Wattenscheid)                                                    | 6,54 m       | Melanie Bauschke (LG Nike Berlin)                                        | 6,51 m       | Sophie Krauel (TuS Jena)                                                | 6,48 m       |
| Dreisprung     | Katja Demut (TuS Jena)                                                                  | 14,06 m      | Kristin Gierisch (LAC Erdgas Chemnitz)                                   | 13,65 m      | Maike Nieklauson (TuS Jena)                                             | 13,43 m      |
| Kugelstoßen    | Denise Hinrichs (TV Wattenscheid)                                                       | 19,25 m      | Petra Lammert (SC Neubrandenburg)                                        | 19,00 m      | Sophie Kleeberg (LV 90 Thum)                                            | 16,63 m      |
| Fünfkampf      | Christine Schulz (TSV Bayer 04 Leverkusen)                                              | 4517 Punkte  | Jennifer Oeser (TSV Bayer 04 Leverkusen)                                 | 4423 Punkte  | Stefanie Saumweber (SSV Ulm 1846)                                       | 3830 Punkte  |